# Agripino Núñez Collado
Agripino Antonio Núñez Collado (Provincia de Santiago, 9 de noviembre de 1933-Santiago de los Caballeros, 22 de enero de 2022) fue un sacerdote de la Iglesia católica en la República Dominicana y Rector Magnífico de la Pontificia Universidad Católica Madre y Maestra hasta el 15 de enero de 2015.
Conocido como Monseñor Núñez Collado. Fue mediador en diversas ocasiones entre sectores políticos en pugna; impulsó y dirigió, desde 1985, el Diálogo Tripartito que hizo posible el nuevo Código de Trabajo, promulgado en 1992; el Pacto de Solidaridad Económica (1990), el Acuerdo por una Campaña Electoral en un Clima de Paz, el Pacto de Civilidad y el Pacto por la Democracia (1994).
El 22 de enero del 2022, falleció debido a complicaciones de salud. Un día después de conmemorarse el Día de Nuestra Señora de la Altagracia.

## Biografía
Fue ordenado sacerdote en Zamora, España en el año 1959. Fue licenciado en Filosofía por la  Universidad de Santo Domingo y en Teología y Derecho Canónico por la Universidad de Salamanca. Obtuvo el grado de Maestría en Administración de la Universidad de Puerto Rico. Fue nombrado Rector Magnífico de la hoy " Pontificia" Universidad Católica Madre y Maestra en el 1970, donde previamente se había desempeñado como Vicerrector (1963-1970). Bajo su rectorado, la  Madre y Maestra se consolidó. Educadores y expertos en desarrollo nacionales e internacionales la catalogan como la mejor universidad dominicana y una de las mejores de Latinoamérica, garantizando a sus egresados una formación integral, humanística y de una alta calidad académica. 
Monseñor Núñez Collado fue el fundador de un modelo de inclusión social, basado en el establecimiento de un Programa de Crédito Educativo privado que ha asegurado asistencia económica apropiada, desde el mismo nacimiento de la Universidad, al treinta y tres por ciento de sus estudiantes. Miles de jóvenes dominicanos, de muy escasos recursos, han roto la barrera económica y cultural de la pobreza crítica, a través de este programa. En el 2015, luego de 44 años de Rectoría, fue sustituido por el Pbro. Dr. Alfredo de la Cruz Baldera y más adelante, se desempeñó como Presidente de la Fundación Universitaria Madre y Maestra.
En septiembre de 2013, Núñez Collado reveló que el hasta entonces nuncio apostólico Józef Wesolowski había sido destituido por pederastia, pero la cúpula de la iglesia dominicana lo desmintió en un comunicado.

## Reconocimientos
Monseñor Núñez Collado recibió varios reconocimientos nacionales e internacionales por su labor:
- Premio APEC al magisterio
- “Por su Demostrado Interés por la Superación Personal y por la Capacitación de los Legisladores” Cámara de Diputados de la República Dominicana
- "Personaje del Año" Club de Corresponsales de Prensa Extrajera, Inc
- “Gran Maestro de la Concertación, el Diálogo y la Negociación Política en la República Dominicana" por el Senado de la República
- Charles T. Manatt a la Democracia
- Capellán de Su Santidad por el papa Pablo VI